# Leptomithrax depressus
Leptomithrax depressus is een krabbensoort uit de familie van de Majidae. De wetenschappelijke naam van de soort is voor het eerst geldig gepubliceerd in 1993 door Richer de Forges.